# Newtown (Comtat de Schuylkill)
Newtown és una concentració de població designada pel cens del Comtat de Schuylkill (Pennsilvània) als Estats Units d'Amèrica. Segons el cens dels Estats Units del 2000 tenia 244 habitants.

## Demografia
Segons el cens del 2000 Newtown tenia 244 habitants, 93 habitatges, i 67 famílies. La densitat de població era de 144,9 habitants per quilòmetre quadrat.
Dels 93 habitatges en un 38,7% hi vivien nens de menys de 18 anys, en un 63,4% hi vivien parelles casades, en un 6,5% dones solteres, i en un 26,9% no eren unitats familiars. En el 20,4% dels habitatges hi vivien persones soles el 16,1% de les quals corresponia a persones de 65 anys o més que vivien soles. El nombre mitjà de persones vivint en cada habitatge era de 2,62 i el nombre mitjà de persones que vivien en cada família era de 3,09.
Per edats la població es repartia de la següent manera: un 25,4% tenia menys de 18 anys, un 8,2% entre 18 i 24, un 29,5% entre 25 i 44, un 19,7% de 45 a 60 i un 17,2% 65 anys o més.
L'edat mediana era de 36 anys. Per cada 100 dones de 18 o més anys hi havia 95,7 homes.
La renda mediana per habitatge era de 32.344 $ i la renda mediana per família de 43.125 $. Els homes tenien una renda mediana de 32.083 $ mentre que les dones 20.536 $. La renda per capita de la població era de 14.722 $. Entorn del 3,2% de les famílies i l'1,8% de la població estaven per davall del llindar de pobresa.